# Hutyszcze (obwód lwowski)
Hutyszcze (ukr. Гутище) – wieś na Ukrainie, w obwodzie lwowskim, w rejonie złoczowskim, w hromadzie Złoczów.
Do 1946 roku miejscowość nosiła nazwę Hucisko Oleskie (ukr. Гутисько-Олеське, Hutyśko-Ołeśke).

## Położenie
Na podstawie Słownika geograficznego Królestwa Polskiego i innych krajów słowiańskich Hucisko Oleskie to: zaścianek szlachecki w powiecie złoczowskim, położony 4 km na południowy-zachód od Podhorców i południowy wschód od Oleska.
Do scalenia w 1934 r., w II Rzeczypospolitej miejscowość była siedzibą gminy wiejskiej w powiecie złoczowskim województwa tarnopolskiego. Po II wojnie światowej gmina została wcielona do ZSRR.
Hucisko Oleskie było jedną z wielu wsi, której polscy mieszkańcy stali się ofiarą rzezi wołyńskiej. W latach 1944-1945 nacjonaliści ukraińscy z OUN-UPA zamordowali tutaj 30 Polaków.
W wyniku akcji przesiedleńczej w 1945 większość mieszkańców wsi dotarła i zamieszkała na terenie gminy Niegosławice w województwie lubuskim, m.in. w Bukowicy, gdzie dawni hutniacy zrzeszeni są w Kole Kresowiaków przy stowarzyszeniu Towarzystwo Bory Dolnośląskie.

## Urodzeni w Hucisku Oleskim
- Zygmunt Michał Nestorowski (1915-1966) – kapucyn, kapelan Armii Krajowej, opiekun wysiedlanych Polaków.
- Franciszek Sikorski (ur. w 1930) – polski nauczyciel, pisarz, autor "Iwy Zielonej", opisującej ludobójstwo dokonane przez OUN-UPA[5].